# Cygnus NG-15
Cygnus NG-15 (lat. „labuť“) byl let americké nákladní kosmické lodi řady Cygnus (Enhanced). Společnost Northrop Grumman loď vyrobila a vypustila podle smlouvy s agenturou NASA v rámci programu Commercial Resupply Services, jehož účelem je zásobování Mezinárodní vesmírné stanice (ISS). Loď odstartovala do vesmíru 20. února 2021, na ISS dovezla přes 3 800 kg nákladu a zanikla 2. července 2021.

## Loď Cygnus

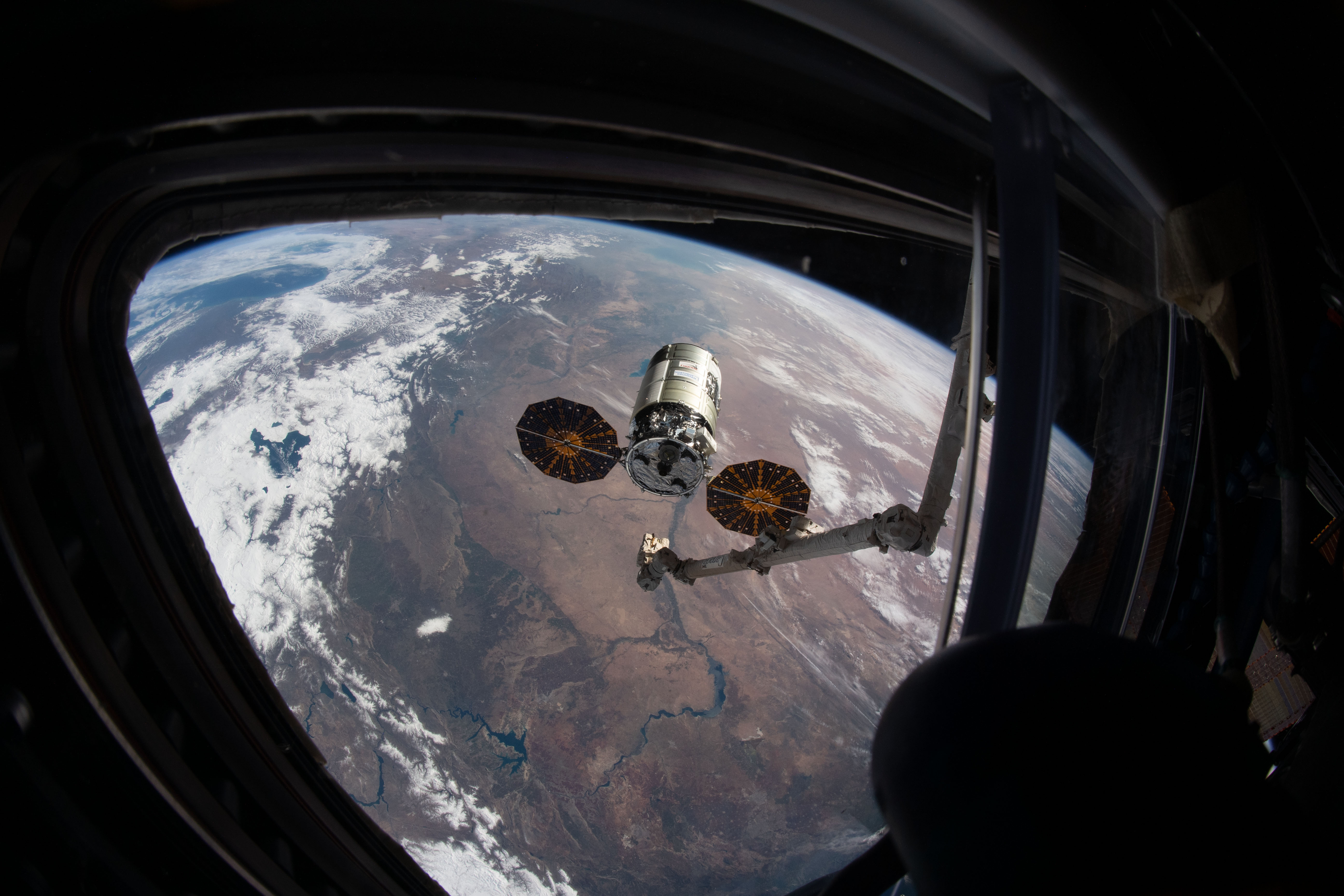
NG-15 těsně před zachycením.

Pro lety s nákladem k ISS jsou od roku 2015 využívány lodi Cygnus s označením Enhanced (vylepšené). Jejich délka dosahuje 6,39 metru a vnější průměr 3,07 metru. Hermetizovaný modul o objemu 27 m3 pojme až 3 700 kg nákladu. 
Na spodku lodi (ve směru letu při startu) jsou umístěny dva solární panely vyrobené  technologií Ultraflex, které se po startu rozevřou jako vějíř.
Na horní části je umístěn kotvicí mechanismus CBM (Common Berthing Mechanism) pro hermetické připojení k stanici a umožnění přístupu její posádky do vnitřku lodi. Lodi Cygnus se k ISS nepřipojují automaticky jako lodi Progress, Dragon 2 a dříve také ATV, ale pomocí robotické ruky Canadarm2. Cygnus se ke stanici přiblíží na zhruba 10 metrů, posádka ho zevnitř stanice pomocí robotické ruky zachytí, domanévruje ke spojovacímu portu a připojí.

## Náklad
Loď vynesla ke stanici 3 810 kilogramů nákladu, z toho 76 kg mimo hermetizovanou sekci. 
Nové a náhradní technické vybavení stanice vážilo celkem 1 413 kg a patřila k němu sestava pro zpracování solanky a moči, která zlepšila účinnost úpravy odpadních vod pro další použití, dále hardware pro univerzální systém nakládání s odpady jako součást nové generace toaletního systému  a také náhradní díly pro stávající záchodovou kapacitu – čerpadlo separátoru odpadu a hygienického prostoru. Na stanici přibyly i dodatečné nádrže s dusíkem a doplňkový spací prostor (CASA – Crew Alternate Sleep Accommodation), určeného pro případ většího počtu členů posádky v éře komerčních letů; v případě potřeby bude podle plánů umístěn v modulu Columbus.
Na vědecké účely připadlo 1 127 kg. Nové experimenty zahrnují studium reakce svalů na mikrogravitaci prostřednictvím měření svalové síly drobných červů, sledování kvality spánku astronautů během dlouhodobé mise nebo testovací výroba umělé oční sítnice na bázi proteinů – možnosti mikrogravitace by mohly zefektivnit výrobu implantátů a poskytnout způsob, jak lidem postiženým degenerací sítnice obnovit smysluplné vidění. Testoval se také růst krystalů bílkovin v reálném čase – mikrogravitace nebrání optimálnímu růstu bílkovin, takže vznikají vysoce kvalitní proteinové krystaly, které lze analyzovat, pochopit funkci proteinů a identifikovat možnosti využití v léčbě nemocí. Na palubě bylo také několik desítek cube-satů určených k vypuštění. 
Zásoby pro posádku vážily 932 kg a vybavení pro výstup do vesmíru 24 kg.

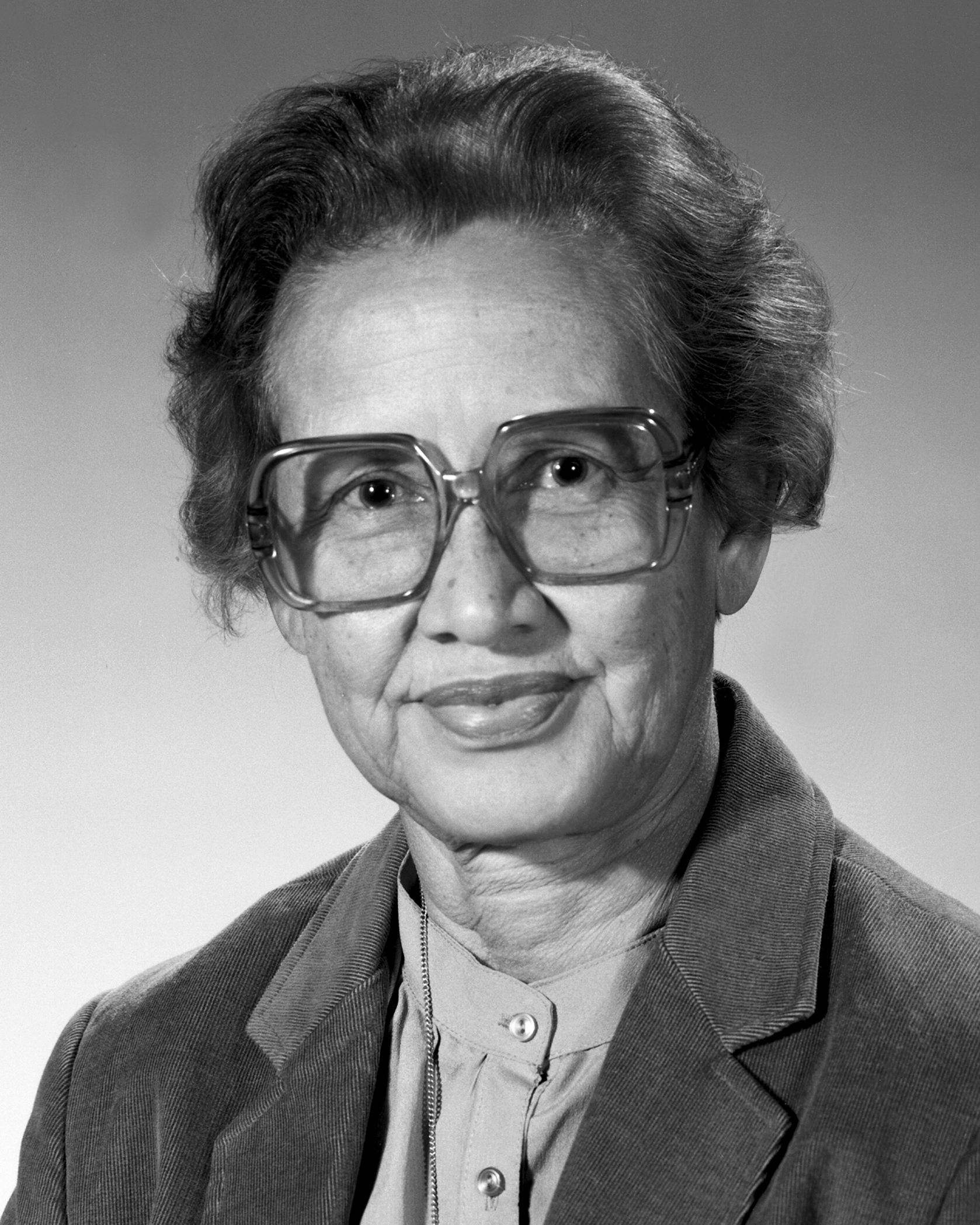
Katherine Johnson

## Čestné pojmenování – Katherine Johnsonová
Podle zvyku pojmenovat před startem loď Cygnus jménem některé z osobností, které v minulosti významně přispěly k rozvoji kosmonautiky, nesl Cygnus 15 jméno Katherine Johnsonové, matematičky NASA, která komplexními manuálními výpočty trajektorií letů přispěla k úspěchu mnoha amerických vesmírných programů. Byla také průkopnicí ve využití počítačů v oblasti orbitální mechaniky a v roce 2019 po ní bylo pojmenováno centrum NASA pro ověřování a potvrzování výpočtů. Zemřela v roce 2020. 

## Průběh mise
Loď odstartovala 20. února 2021 v 17:36:50 UTC a po přiblížení k ISS 22. února byla v 9:38 UTC zachycena robotickou rukou Canadarm2, kterou ovládal astronaut Sóiči Noguči. K připojení ke spodnímu portu modulu Unity došlo ve 12:16 UTC.
Loď byla po dosud nejdelším spojení Cygnusu s ISS v délce 127 dní odpojena od modulu Unity 29. června 2021 ve 13:20 UTC a v 17:32 UTC byl uvolněna z úchopu robotickou rukou Canadarm2. Po vzdálení od stanice a dalších manévrech zanikla v horních vrstvách atmosféry 2. července 2021 v 1:15 UTC.